# 厚唇泳海鯰
厚唇泳海鯰為輻鰭魚綱鯰形目海鯰科的其中一種，分布於亞洲新幾內亞中南部淡水流域，體長可達50公分，棲息在溪流底中層水域，以昆蟲及植物等為食。